# Rolling star
«Rolling star», estilizado como Rolling Star☆彡, es el primer sencillo del grupo japonés de I've Sound, Larval stage planning, formado por sus tres últimas vocalistas: Airi Kirishima, Nami Maisaki y Rin Asami.
Este sencillo fue utilizado como canción de apertura de "Kisaragi gold star", una novela visual para adultos, desarrollado por la compañía: Saga Planets, perteneciente a Visual Art's. Este sencillo fue publicado con Fuctory Records, la discográfica de I've Sound, y salió al mercado el 23 de julio de 2010, un mes y medio después de que se anunciara la creación de este grupo. La canción de cierre de la misma novela visual, también cantado por este grupo, no fue incluida en este sencillo ya que se incluyó finalmente en el recopilatorio: Short circuit III.
Respecto a las canciones, el sencillo incluye dos temas, uno de ellos es el titular del sencillo, mientras que la cara B es la versión instrumental de la misma canción. En lo que respecta a los créditos, esta canción está compuesta y arreglada por Maiko Iuchi, mientras que la letra corrió a cargo de KOTOKO.
Este sencillo no llegó a entrar en el Oricon, la lista oficial de ventas japonesa, por lo tanto, las ventas de este sencillo, fueron bastante modestas.
En el año 2012, dos años después de que saliera a la venta este sencillo, la canción titular fue incluida dentro del tracklist de Level Octave, la octava entrega de las series "Girls compilation", de I've Sound.

## Canciones
1. Rolling Star☆彡
Letra: KOTOKO
Composición y arreglos: Maiko Iuchi
Canción de apertura de "Kisaragi gold star"
2. Rolling Star☆彡 (Instrumental)
Composición y arreglos: Maiko Iuchi